# Imants Viesturs Lieģis

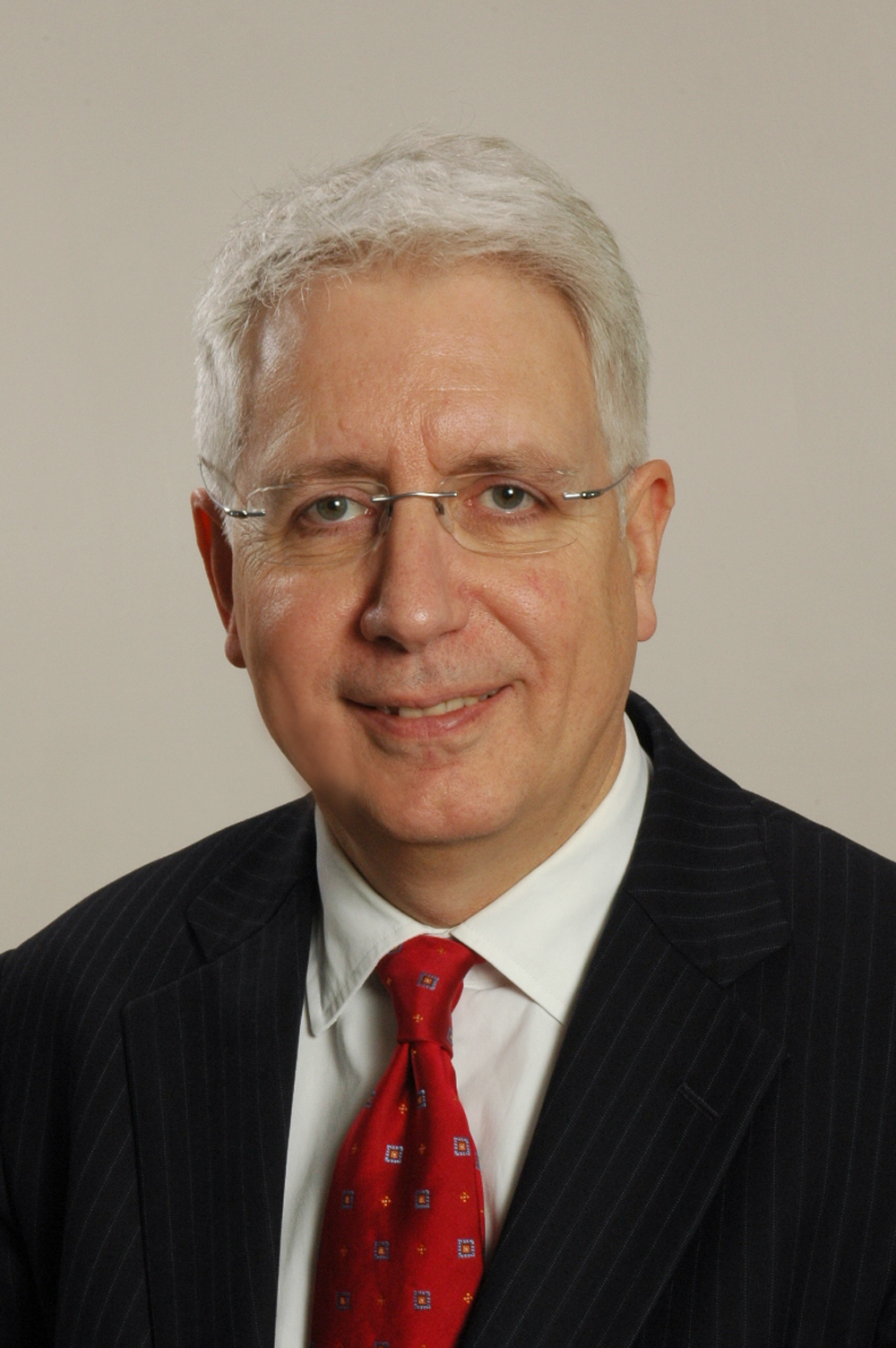
Imants Lieģis, 2010

Imants Viesturs Lieģis (* 30. April 1955 in Meriden (West Midlands)) ist ein lettischer Diplomat und Politiker. Lieģis war von 2009 bis 2010 lettischer Verteidigungsminister. Er hat einen Sitz im Executive Board des European Leadership Network.

## Leben und Wirken
Lieģis studierte Rechtswissenschaften an der University of Newcastle Upon Tyne und schloss dort 1976 mit dem LL.B. ab. Von 1979 bis 1991 war er als Rechtsanwalt des Supreme Court of England and Wales tätig. Danach arbeitete er 17 Jahre als Diplomat für das Lettische Außenministerium, unter anderem als Botschafter in Belgien, den Niederlanden und Luxemburg (1997–1999), Ständiger Vertreter Litauens bei der NATO (2003–2004) und beim Politischen und Sicherheitspolitischen Komitee der EU (2005–2008). Von März 2009 bis November 2010 war er Verteidigungsminister Lettlands. 2010 wurde er für die Pilsoniskā savienība in das lettische Parlament gewählt, wo er bis 2011 Vorsitzender des Ausschusses für Europäische Angelegenheiten und Vorsitzender der Delegation bei der Parlamentarischen Versammlung der NATO war.
Lieģis ist verheiratet und hat zwei Töchter.